# Ado von Wirsing (Amtshauptmann)
Ado Carl Heinrich Wilhelm Freiherr von Wirsing (* 15. Juli 1839 in Dresden; † 10. Februar 1918 ebenda) war ein sächsischer Geheimer Regierungsrat und deutscher Amtshauptmann.

## Leben und Wirken
Er stammte aus der Adelsfamilie von Wirsing und war der Sohn des in Stuttgart geborenen königlich-sächsischen Regierungsrates Freiherr Karl Christoph August Ferdinand von Wirsing und dessen Ehefrau Henriette Wirsing. Er trat nach dem Studium an der Universität Leipzig in den öffentlichen Dienst im Königreich Sachsen ein. Er war zunächst Referendar am Bezirksgericht Zwickau, wo ihm 1867 das Dienstprädikat Assessor verliehen wurde. Später war er Regierungsassessor in der Amtshauptmannschaft Meißen. Nach der Versetzung des bisherigen Amtshauptmanns Gustav Adolf Vodel von Schwarzenberg nach Zwickau wurde er zum Schwarzenberger Amtshauptmann ernannt und trat 1877 seinen Dienst auf Schloss Schwarzenberg im sächsischen Erzgebirge an. Nach 21 Jahren ging er 1898 in den Ruhestand und wurde durch Friedrich Krug von Nidda ersetzt. Wirsing ging zurück in die sächsische Landeshauptstadt, wo er 1918 starb.

## Adelstitel
Ado Freiherr von Wirsing ließ den Freiherrentitel am 8. April 1909 in das Königlich Sächsische Adelsbuch unter Nummer 303 eintragen.

## Familie
Wirsing heiratete in Cölln bei Meißen 1878 Bertha von Germar. Aus der gemeinsamen Ehe gingen mehrere Kinder hervor, darunter der spätere Landrat Ado von Wirsing, der in die Fußstapfen des Vaters trat. Die Tochter Dorothea blieb unverheiratet und lebte als Stiftsdame in Dresden.